# Domleschg GR
| GR ist das Kürzel für den Kanton Graubünden in der Schweiz. Es wird verwendet, um Verwechslungen mit anderen Einträgen des Namens Domleschg zu vermeiden. |

Domleschg (rätoromanisch Tumleastga) ist eine seit 2015 existierende politische Gemeinde im Schweizer Kanton Graubünden. Sie liegt in der Region Viamala.

## Geographie

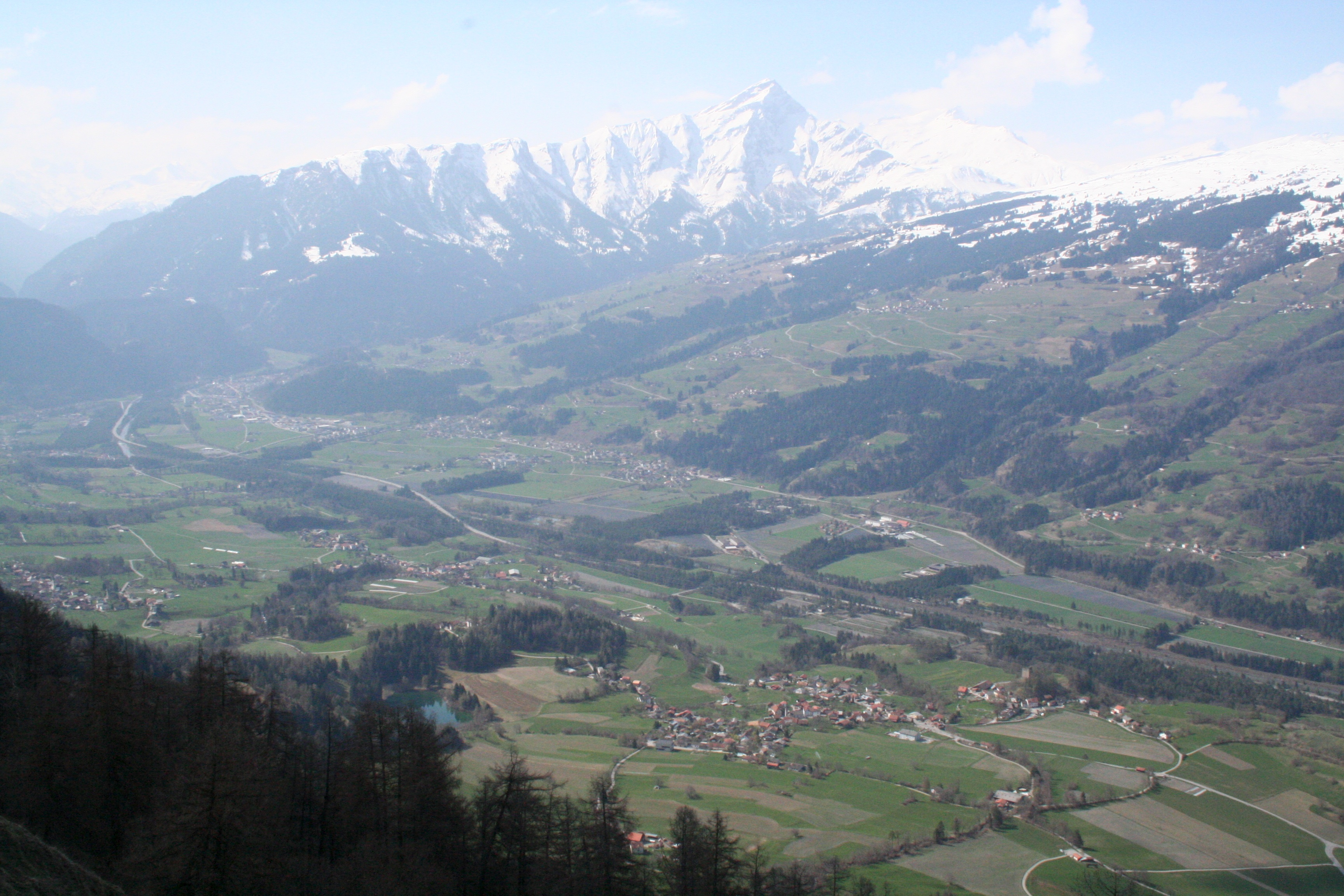
Domleschg Richtung Süden

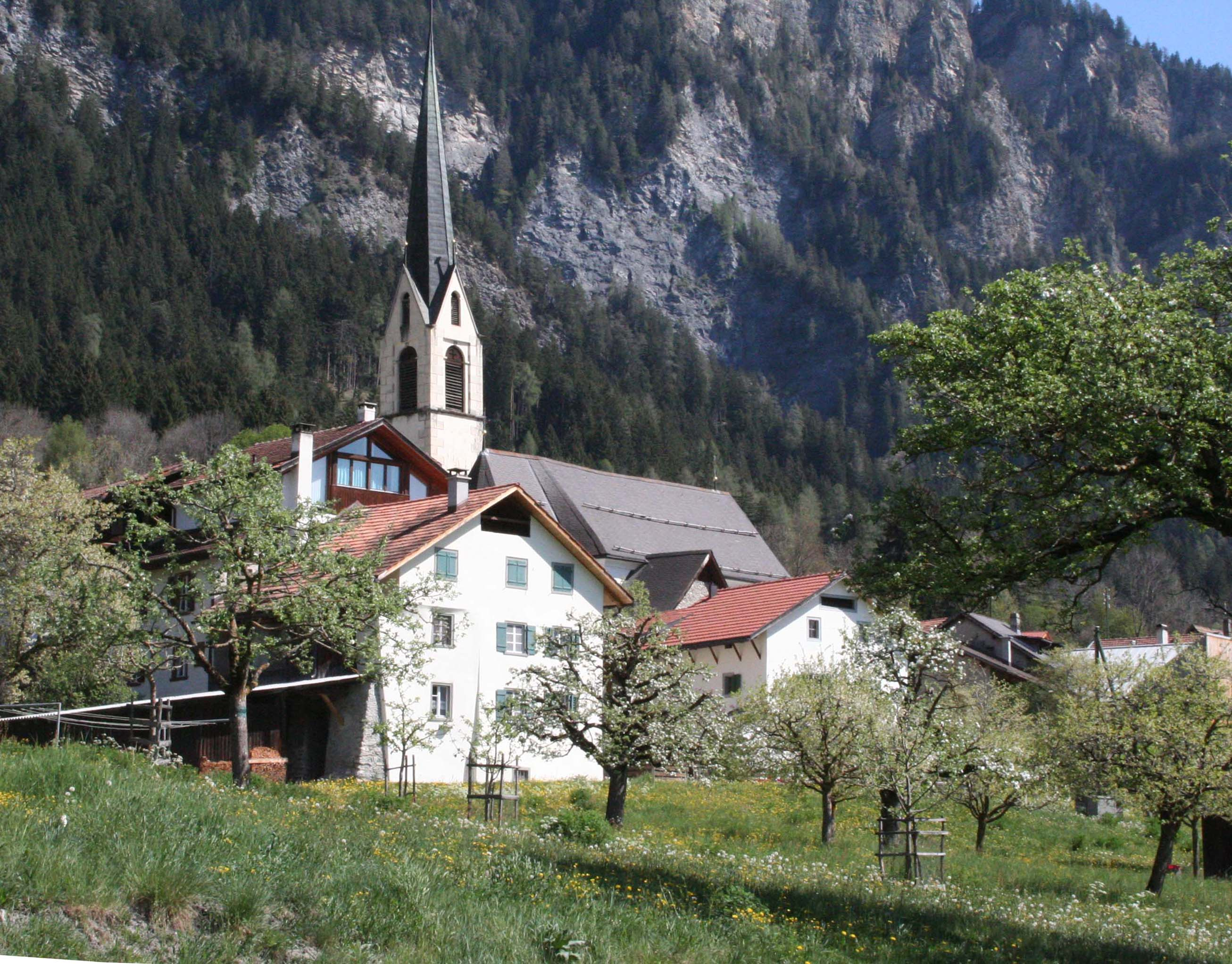
Kirche Almens

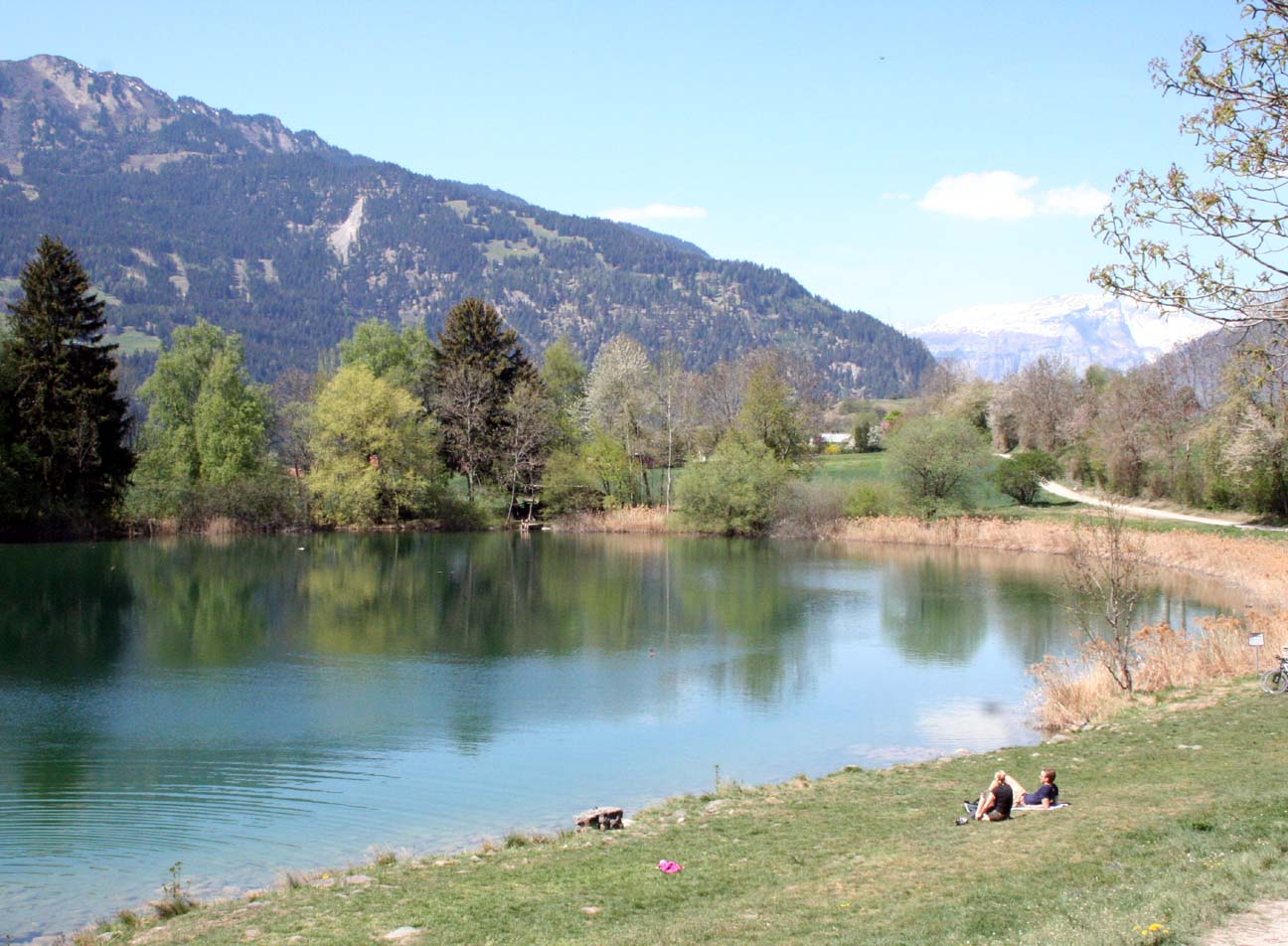
Canovasee zwischen Almens und Paspels

Die Gemeinde Domleschg umfasst etwa zwei Drittel der Landschaft Domleschg, deren Namen sie übernommen hat. Nachbargemeinden sind Cazis, Churwalden, Domat/Ems, Fürstenau, Rothenbrunnen, Scharans und Vaz/Obervaz.

## Geschichte
Die Gemeinde Domleschg entstand am 1. Januar 2015 durch Fusion der bisherigen Gemeinden Almens, Paspels, Pratval, Rodels und Tomils. Die Gemeinde Tomils war ihrerseits am 1. Januar 2009 aus der Fusion der bis dahin selbständigen Gemeinden Feldis/Veulden, Scheid, Trans und Tumegl/Tomils entstanden.

## Wappen
| Wappen von Domleschg GR | Blasonierung: «In Gelb ausgerissener grüner Apfelbaum mit acht roten Früchten.» |
| Wappen von Domleschg GR |                                                                                 |

Der Apfelbaum versinnbildlicht den Obstreichtum des Domleschg. Im Kreiswappen standen die zwölf Äpfel für die Anzahl der Gemeinden, die bei der Entstehung des Wappens den Kreis Domleschg bildeten.
Im neuen Gemeindewappen hängen acht Äpfel am Baum, die für die Anzahl der Fraktionen in der Gemeinde Domleschg stehen.

## Bevölkerung
| Bevölkerungsentwicklung | Bevölkerungsentwicklung | Bevölkerungsentwicklung | Bevölkerungsentwicklung | Bevölkerungsentwicklung | Bevölkerungsentwicklung | Bevölkerungsentwicklung | Bevölkerungsentwicklung | Bevölkerungsentwicklung | Bevölkerungsentwicklung |
| ----------------------- | ----------------------- | ----------------------- | ----------------------- | ----------------------- | ----------------------- | ----------------------- | ----------------------- | ----------------------- | ----------------------- |
| Jahr                    | 2015                    | 2016                    | 2017                    | 2018                    | 2019                    | 2020                    | 2021                    | 2022                    | 2023                    |
| Einwohner               | 1943                    | 1954                    | 1991                    | 2067                    | 2110                    | 2160                    | 2193                    | 2222                    | 2243                    |

### Sprachen
Bis Mitte des 19. Jahrhunderts wurde in den heute zur Gemeinde Domleschg zählenden Fraktionen vorwiegend romanisch (sutselvisches Idiom) gesprochen, danach erodierte die romanische Sprache weitgehend. Lediglich in Scheid und Feldis/Veulden fand sich noch bis in die 1970er Jahre eine Mehrheit, welche romanischer Muttersprache war. Heute spricht man in allen Fraktionen vorwiegend deutsch. Die heutigen Fraktionsnamen Feldis/Veulden sowie Tumegl/Tomils erinnern jedoch an die romanischsprachige Geschichte der Dörfer.

## Fraktionen
Die Gemeinde setzt sich aus folgenden acht Fraktionen zusammen:
| Wappen         | Name der Fraktion | Höhe in m ü. M. | Fläche in km² | Einwohner (2023) | Einwohnerdichte in Einw. pro km² | Rätoromanischer Bevölkerungsanteil | Rätoromanischer Bevölkerungsanteil | Rätoromanischer Bevölkerungsanteil | Rätoromanischer Bevölkerungsanteil | Rätoromanischer Bevölkerungsanteil | Rätoromanischer Bevölkerungsanteil |
| Wappen         | Name der Fraktion | Höhe in m ü. M. | Fläche in km² | Einwohner (2023) | Einwohnerdichte in Einw. pro km² | 2014                               | 2000                               | 1990                               | 1980                               | 1970                               | 1860                               |
| -------------- | ----------------- | --------------- | ------------- | ---------------- | -------------------------------- | ---------------------------------- | ---------------------------------- | ---------------------------------- | ---------------------------------- | ---------------------------------- | ---------------------------------- |
| Almens         | Almens            | 787             | 8,34          | 215              | 26                               | 0,0                                | 3,3                                | 5,4                                | 12,7                               | 15,0                               | 71,0                               |
| Feldis/Veulden | Feldis/Veulden    | 1470            | 7,57          | 144              | 19                               | (Tomils)                           | 20,8                               | 29,0                               | 51,1                               | 56,1                               | 97,4                               |
| Paspels        | Paspels           | 778             | 4,59          | 551              | 120                              | 5,2                                | 3,8                                | 9,3                                | 25,4                               | 45,2                               | 91,9                               |
| Pratval        | Pratval           | 687             | 0,77          | 295              | 383                              | 6,5                                | 3,7                                | 2,2                                | 7,8                                | 5,1                                | 33,3                               |
| Rodels         | Rodels            | 684             | 1,68          | 314              | 187                              | 6,1                                | 4,9                                | 5,6                                | 17,4                               | 18,9                               | 85,7                               |
| Scheid         | Scheid            | 1221            | 12,32         | 145              | 12                               | (Tomils)                           | 28,3                               | 42,9                               | 60,2                               | 91,7                               | 98,3                               |
| Trans          | Trans             | 1473            | 7,47          | 53               | 7                                | (Tomils)                           | 10,7                               | 20,8                               | 46,5                               | 48,9                               | 100,0                              |
| Tumegl/Tomils  | Tumegl/Tomils     | 801             | 3,20          | 526              | 164                              | 14,1                               | 4,1                                | 7,9                                | 20,9                               | 50,0                               | 90,7                               |

## Politik
Gemeindepräsident ist Pius Giger

## Sehenswürdigkeiten

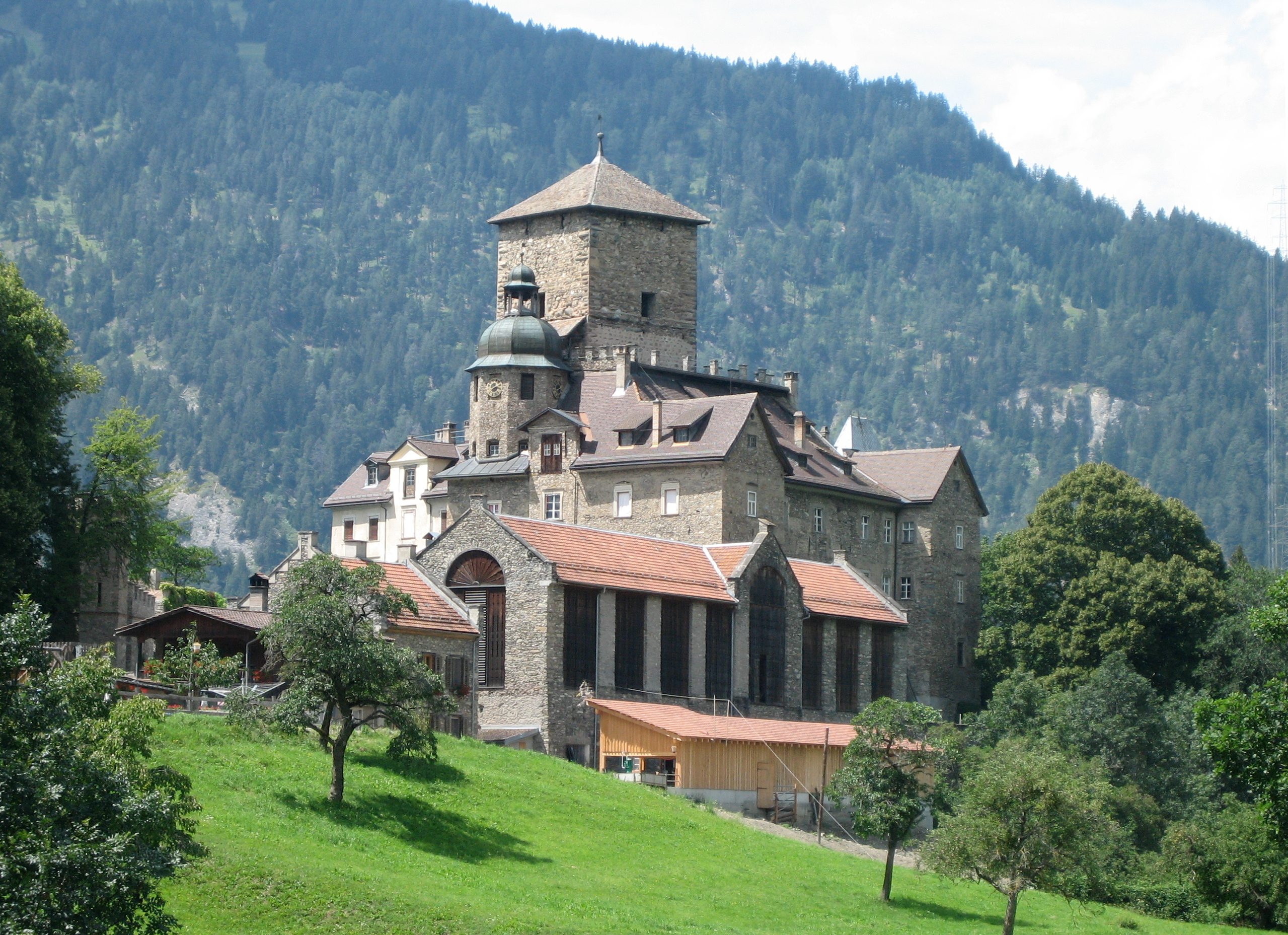
Schloss Ortenstein bei Tomils

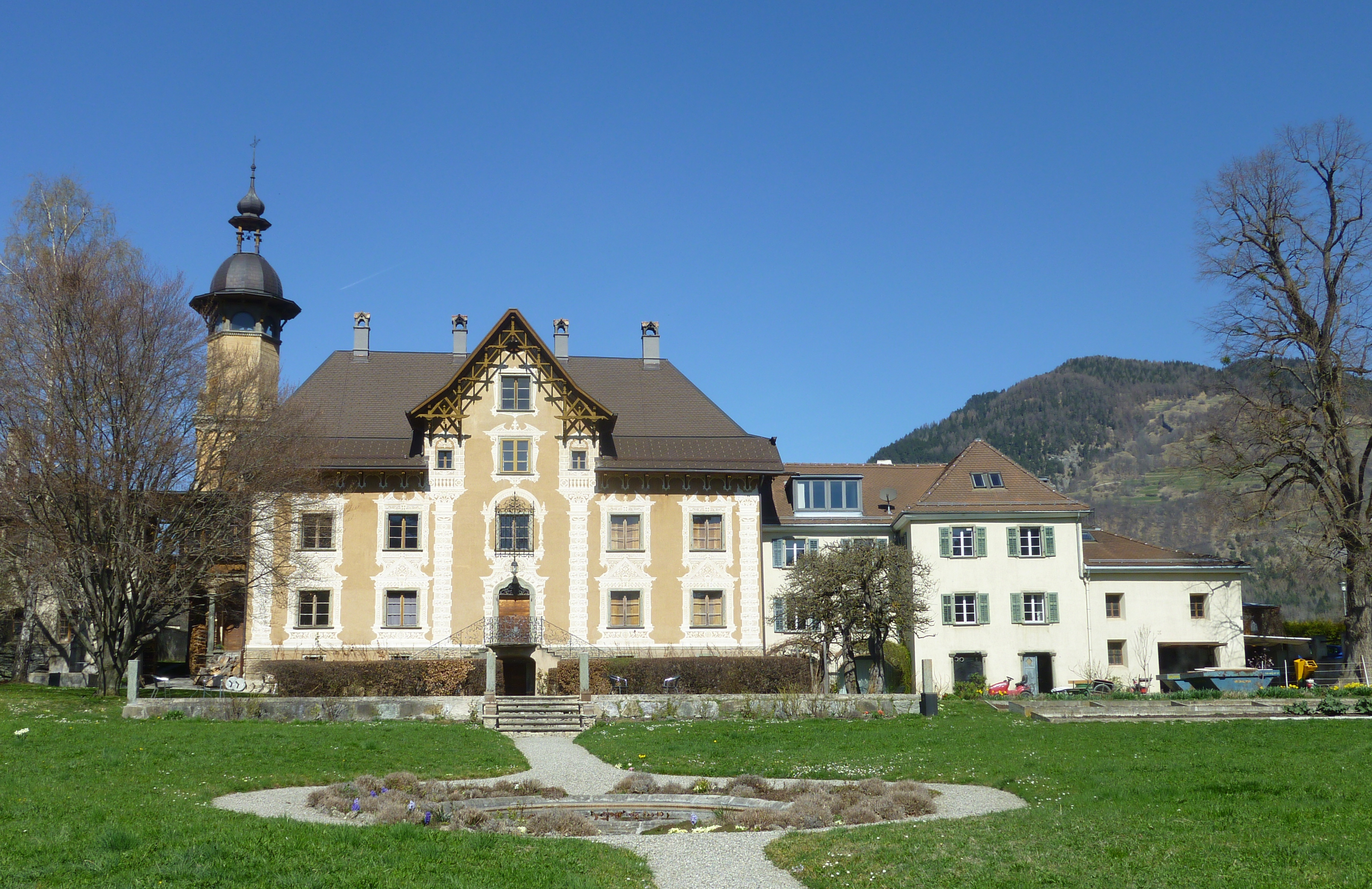
Schloss Paspels

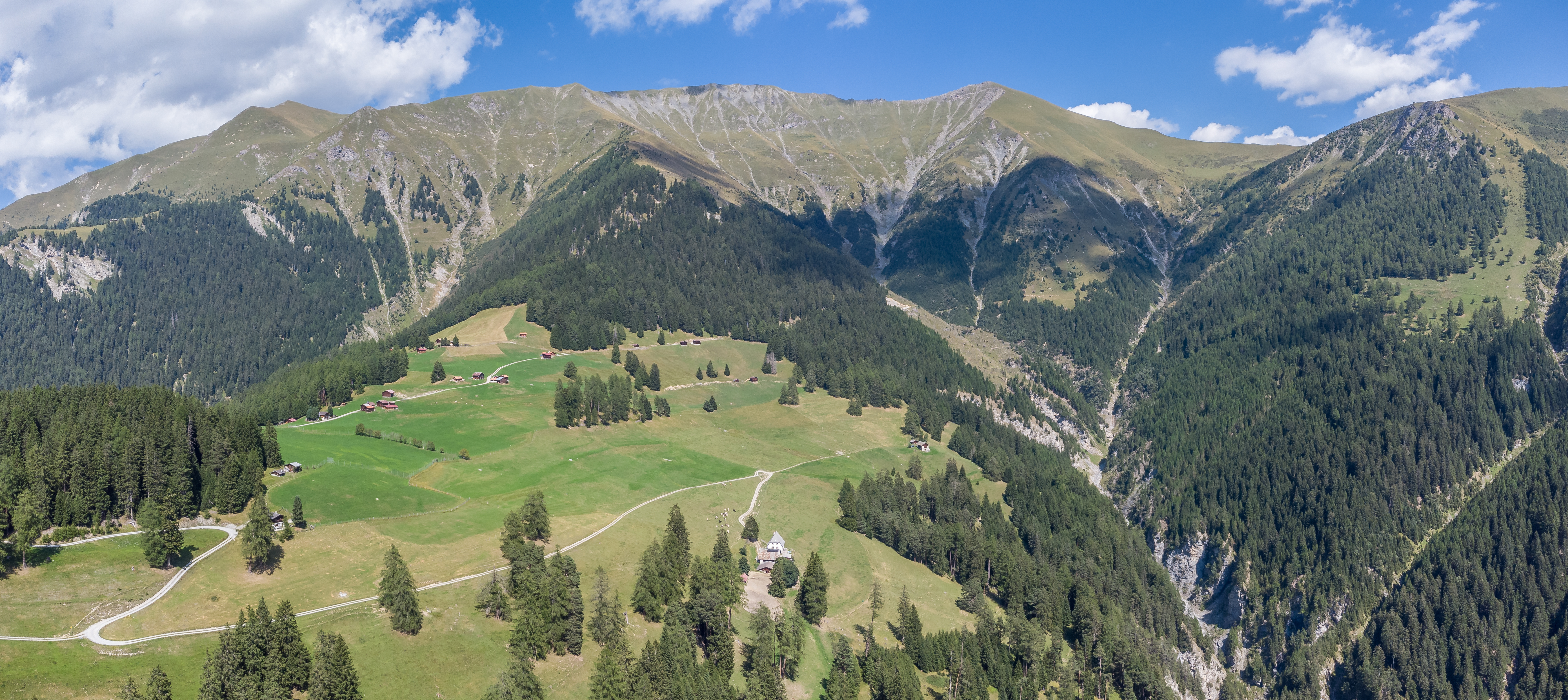
Stätzerhorn, Grenze der Gemeinden Domleschg und Churwalden

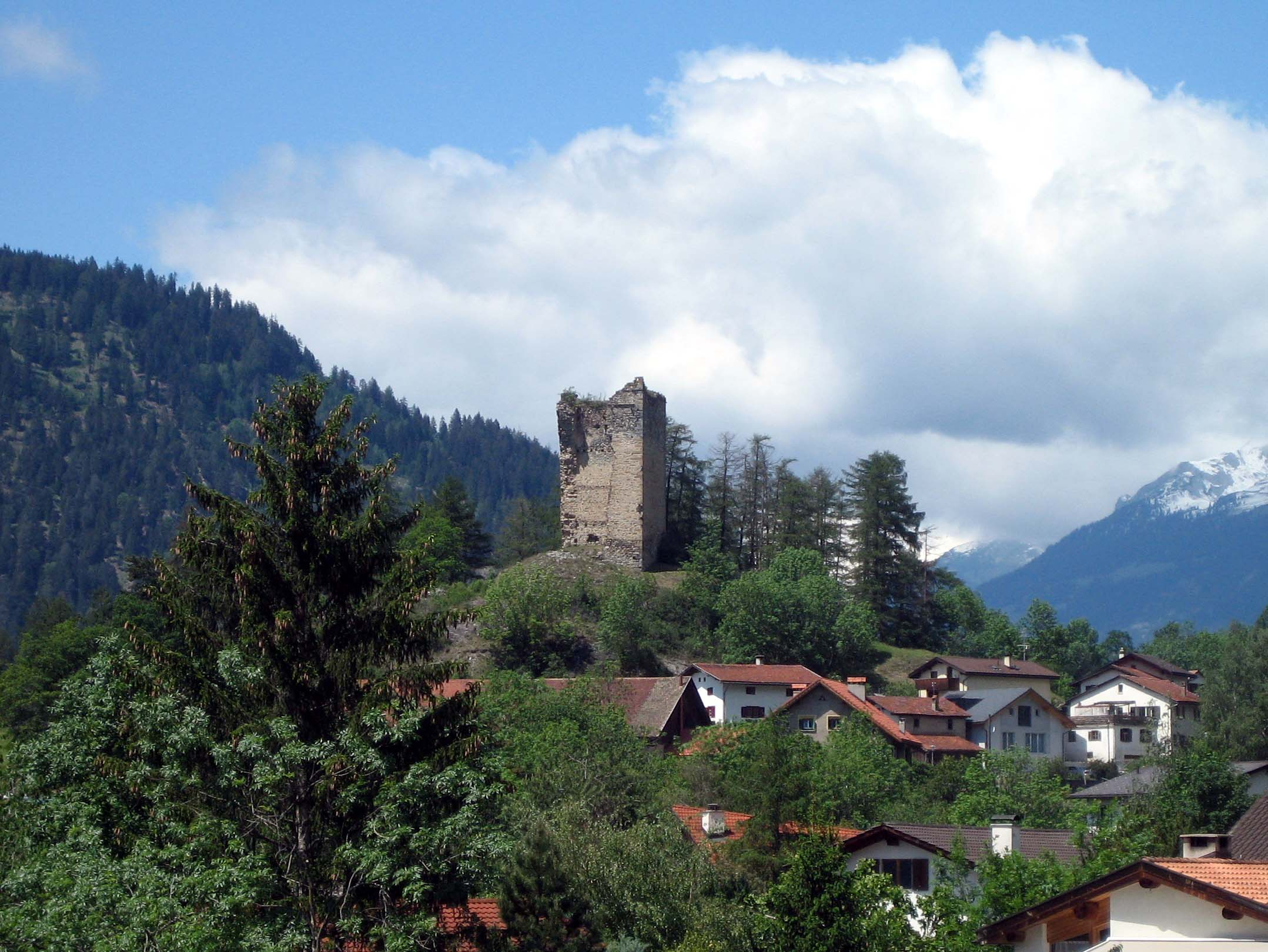
Ruine Alt-Süns in Paspels

### Almens
(Quelle: )
- katholische Pfarrkirche St. Andreas[11]
- reformierte Dorfkirche

### Feldis/Veulden
- reformierte Dorfkirche
- Bergbahnen Feldis[12]

### Paspels
- katholische Pfarrkirche St. Johannes Baptist[13]
- Kapelle St. Lorenz
- Kapelle St. Maria Magdalena
- Burg Alt-Süns
- Burg Neu-Süns (Canova)
- Schloss Sins[14]
- neues Oberstufenschulhaus des Architekten Valerio Olgiati[15]
- Canovasee, 777 m ü. M.: mit Wassertemperaturen bis etwa 24° einer der wärmsten (Bade-)Seen der Alpen, wohl der wärmste Graubündens

### Pratval
- Schloss Rietberg

### Rodels
- katholische Pfarrkirche St. Christophorus und Jakobus d. Ä.[16]
- Haus von Blumenthal[17]

### Scheid
- reformierte Dorfkirche

### Trans
- reformierte Dorfkirche

### Tumegl/Tomils
- Schloss Ortenstein
- katholische Pfarrkirche Mariä Krönung mit der grössten zusammenhängenden Wandmalerei von Hans Ardüser[18]
- Frühmittelalterliches Kirchengebäude Sogn Murezi